# Christian Friedrich Pfeffel von Kriegelstein

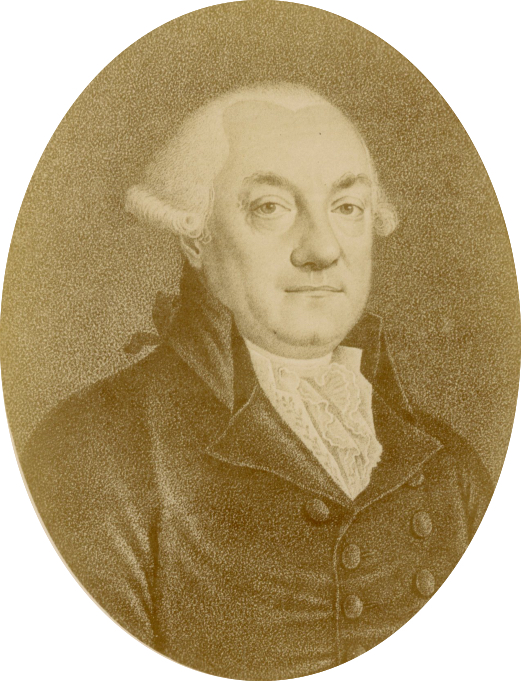
Christian Friedrich Pfeffel von Kriegelstein

Christian Friedrich Pfeffel von Kriegelstein (französisch Christian-Frédéric Pfeffel; * 3. Oktober 1726 in Colmar; † 21. März 1807 in Paris) war ein elsässischer Historiker, Jurist und Diplomat. Er war der ältere Bruder des Schriftstellers Gottlieb Konrad Pfeffel.

## Leben
Christian Friedrich Pfeffel war der älteste Sohn von Johann Konrad Pfeffel (1682–1738) und der Anna Katharina (1694–1773), Tochter von Johann Georg Herr, eines Patriziers in Colmar. Sein Vater war als Sohn eines Pfarrers Johann Konrad Pfeffel (1636–1701). zu Mundingen in Baden geboren worden, als Hauslehrer nach Straßburg gekommen und, vom Intendanten d’Angervilliers und dem Prätor Klinglin empfohlen, 1722 als Jurisconsulte du Roi in den französischen Dienst der auswärtigen Angelegenheiten eingetreten. Dann hatte er sich in Colmar niedergelassen und war hier Stettmeister (Stadtvorsteher) geworden. Hier kam auch Christian Friedrich Pfeffel 1726 zur Welt. Er vollendete nach dem Tod seines Vaters 1738 seine Vorbildung noch in Colmar und bezog 1742 die Universität Straßburg, an der er Geschichte und Staatsrecht studierte. Hier schloss er sich besonders an Johann Daniel Schöpflin an, dessen Tischgenosse er auch eine Zeit lang war. Für Schöpflins Alsatia illustrata (2 Bde., 1751–61) machte er Quellenforschungen und übernahm die Leitung der historischen und politischen Studien mehrerer an Schöpflin empfohlener junger Adliger des Auslands.
1749 wandte sich der sächsische Hof an Schöpflin um rechtsgelehrten Beistand für die Ansprüche Sachsens auf die Grafschaft Hanau-Lichtenberg. Mit Schöpflins Empfehlung ging daraufhin Pfeffel zu diesem Zweck nach Paris. Der sächsische Gesandte in Frankreich, Johann Adolf Graf von Loß, erwirkte 1750 Pfeffels Ernennung zum Gesandtschaftssekretär. Nun begann Pfeffel auch seine erste literarische Tätigkeit mit dem historischen Werk Abrégé chronologique de l’histoire et du droit public d’Allemagne (Paris 1754). Inzwischen war er dem Grafen Loß 1753 nach Dresden gefolgt und hier in den Dienst des Grafen Heinrich von Brühl getreten. Dieser war Premierminister des sächsischen Kurfürsten und polnischen Königs August III. und lernte das Talent Pfeffels zu schätzen. 1754 begleitete Pfeffel den Grafen Brühl nach Warschau und war in Brühls Auftrag für diejenige Politik tätig, die zum Siebenjährigen Krieg führte. Bei der Kapitulation in Pirna 1756 befand er sich im Gefolge des Königs. Dann führte er den jungen Grafen Brühl nach Straßburg und besuchte selbst Paris. 1758 als Legationsrat nach Warschau berufen, wurde er durch den französischen Minister Bernis als französischer Untertan reklamiert. Er hatte nämlich nur kraft einer Erlaubnis des französischen Königs Ludwig XV. unter der Bedingung in den sächsischen Dienst eintreten können, dass er im Bedarfsfall auf Befehl Ludwigs XV. sofort zurückkehren würde. Nun wurde er als französischer Gesandtschaftssekretär und daraufhin als interimistischer Geschäftsträger zum Reichstag in Regensburg geschickt.
Aber schon 1761 wurde Pfeffel als Opfer einer Intrige entlassen und erhielt zur Entschädigung die Bewilligung, sich in den Dienst jeden ausländischen Hofs begeben zu dürfen, der sich momentan nicht im Krieg gegen Frankreich befand. Er dachte hierbei zuerst an den sächsischen Hof, doch verwehrte ihm dies der Graf Brühl, der ihm noch immer wegen seines früheren Austritts aus dem sächsischen Dienst gram war. So trat er durch Vermittlung von Hubert de Folard, dem französischen Gesandten in München, in die Dienste des Herzogs Christian IV. von Pfalz-Zweibrücken, seines Taufpaten, der ihn zum Residenten in München ernannte. Er war aber auch weiterhin für Frankreich tätig. Seine historischen Untersuchungen zur bayrischen Geschichte verschafften ihm 1763 die Wahl zum Direktor der historischen Klasse der neuerrichteten Bayerischen Akademie der Wissenschaften. An der von dieser Akademie erstellten Quellensammlung zur mittelalterlichen bayrischen Geschichte, den Monumenta Boica, deren ersten neun Bände er von 1763 bis 1767 herausgab, nahm er insbesondere durch Erforschung der in den bayrischen Klöstern verwahrten Urkunden wesentlichen Anteil. Im ersten Band der Abhandlungen der Akademie (S. 151–170) gab er 1763 eine Darstellung der Grenzen des bayrischen Nordgaues im 11. Jahrhundert; auch verfasste er im gleichen Band einen Versuch einer gründlichen Geschichtsbeschreibung der alten Markgrafen auf dem Nordgau, aus dem bambergischen und vohburgischen Geschlechtern. Im 2. und 3. Band: Versuche und Erläuterung bayrischer Siegel. Probe einer Erläuterung des deutschen Staatsrechts aus den Gesetzen der Polen u. a.
1768 wurde Pfeffel wieder nach Versailles berufen und erhielt nach langem Bemühen die einst für seinen Vater geschaffene, beim Außenministerium angesiedelte Stelle eines Jurisconsulte du roi, deren Anwartschaft ihm der Herzog von Praslin 1763 zugesagt hatte. Als solcher war er namentlich bei der Grenzregulierung gegen die Niederlande und Deutschland tätig. Er wurde auch bei vielen anderen wichtigen diplomatischen Missionen zu Rate gezogen und arbeitete bei der Gazette de France mit. Sowohl Ludwig XVI. als auch der Minister Vergennes brachten Pfeffel große Wertschätzung entgegen. In der Tat hat dieser nicht bloß als Diplomat im Dienste Frankreichs und seiner Alliierten dessen Interessen treu, diskret und tätig vertreten. Auch als Publizist hat er in August Ludwig von Schlözers Stats-Anzeigen vom 4. bis zum 13. Bande Frankreichs Verhältnisse, insbesondere seine finanziellen unter Necker in einem günstigeren Lichte erscheinen lassen, als man in Deutschland nach den allgemeinen Anschuldigungen durch Rousseau u. a. geneigt war anzunehmen. So kam denn auch der „Austrasier“, unter welchem Namen Pfeffel sich verbarg, mit deutschen Publizisten in Konflikt, in dem ihm jedoch die genauere Kenntnis der wirklichen Verhältnisse zur Seite stand. Eine historische Darlegung der von ihm erlebten Ereignisse lehnte er auch später ab. Für seine Verdienste erhielt er wie einst sein Vater den Titel eines Stettmeisters seiner Vaterstadt verliehen.
Als die Französische Revolution 1789 ausbrach, war Pfeffel in Geschäften in Zweibrücken. Er hielt aber an der Staatsform der Monarchie fest, sah durch die Revolution den Thron Ludwigs XVI. in Gefahr und  sandte 1790 dem Außenminister Montmorin sowie 1791 dessen Nachfolger Lessart sein Entlassungsgesuch. Beide Minister lehnten ab und beauftragten Pfeffel im Gegenteil, in Pfalz-Zweibrücken über diejenigen Entschädigungen zu verhandeln, auf die der dortige Herzog und andere Fürsten mit Besitztümern im Elsass Anspruch erheben konnten. Inmitten dieser Verhandlungen erfuhr Pfeffel im April 1792 von seiner Absetzung auf Anweisung des Außenministers Dumouriez. Er wurde auf die Emigrantenliste gesetzt und verlor sein in Landgütern – z. B. das Schlössel in Fortschwiler –, insbesondere im Oberelsass, angelegtes Vermögen. Er trat in die Dienste des Herzogs Karl II. August von Pfalz-Zweibrücken und wurde zum Staatsrat erhoben. Bereits 1787 hatte der Herzog ihm ein Lehen übertragen und ein Einbürgerungspatent verliehen. In der Folge erledigte er für den Herzog diverse wichtige Geschäfte. Nach dem Tod von Karl II. August 1795 beschäftigte sein Nachfolger (und spätere bayrische König) Maximilian Joseph Pfeffel nicht weiter.
So wohnte Pfeffel ab 1795 als Privatmann in Mannheim, bis ihn 1799 der neuausbrechende Krieg zwischen Frankreich und Österreich zur Übersiedlung nach Nürnberg veranlasste. Dann lebte er bei seinem Bruder in Colmar, mit dem er seit früher Jugend eng verbunden war. Napoleon rehabilitierte Pfeffel wieder; Ende 1800 wurde ihm die Rückkehr nach Paris gewährt und Talleyrand war bemüht, ihn für seine Verluste zu entschädigen. Als Ritter der Ehrenlegion und Mitglied der Kommission für das Rheinschiffahrt-Oktroi verlebte er die letzten Jahre in behaglichen Verhältnissen, von seiner Gattin gepflegt. Er war stets gesund gewesen und starb am 21. März 1807 im Alter von 80 Jahren in Paris.

### Adelsprädikat

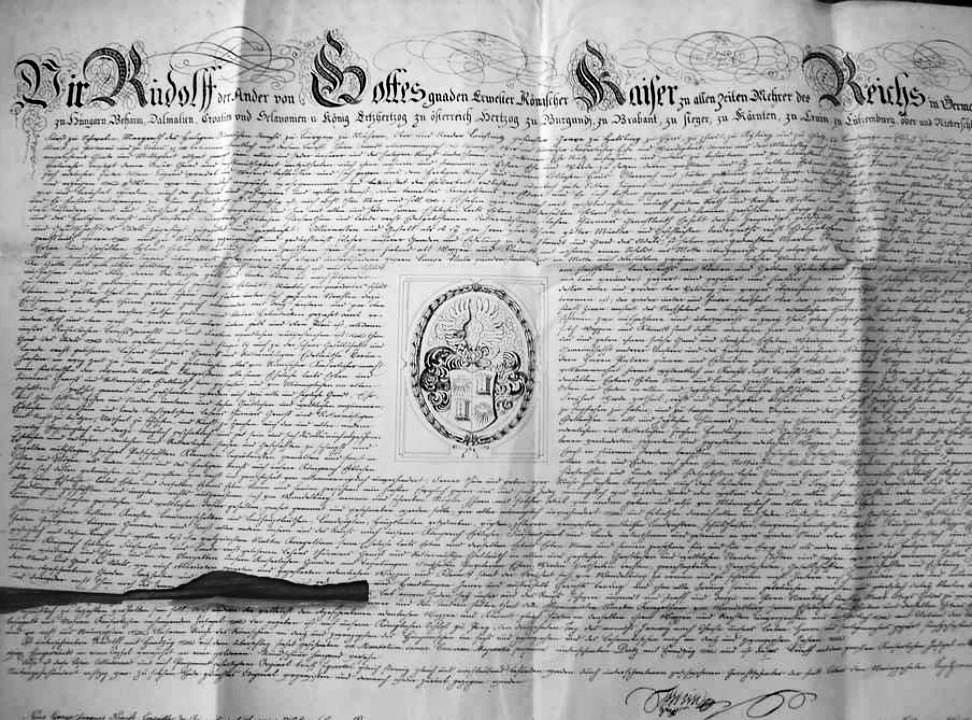
Der kaiserliche Adelsbrief von 1598 für seinen Vorfahren Martin Kriegelstein, auf den sich Pfeffel 1759 beim Reichstag berief

Den Namen „Pfeffel von Kriegelstein“ nahm er 1759 in Regensburg an, nachdem er beim Reichstag einen Adelsbrief Kaiser Rudolfs II. geltend gemacht hatte, der am 13. Januar 1598 seinem mütterlichen Vorfahren Martin Kriegelstein († 1603) mit dem Prädikatsnamen „Kriegelstein von Wandelburg“ verliehen worden war. Da jener Martin Kriegelstein, Bruder des Colmarer Ratsherrn Ludwig Kriegelstein, nur zwei Töchter hatte, wurde ihnen in dem kaiserlichen Adelsdiplom der seltene Vorzug erteilt, den Adelsstand auf ihre Kinder vererben zu können. Die eine Tochter, Magdalena von Kriegelstein, hatte am 15. Dezember 1595 den Colmarer Ratsherrn Georg Herr geheiratet. Dieser war der Urgroßvater von Pfeffels Mutter, die 1773 starb. Ebenfalls vom 1598 nobilitierten Martin von Kriegelstein stammen die Binder von Krieglstein ab. Johann Binder von Krieglstein, der erste Binder, der den vereinten Namen führte (ab 1723, ab 1759 im Reichsfreiherrenstand), war ein Vetter von Pfeffels Mutter und kaiserlicher Reichshofrat.

### Familie

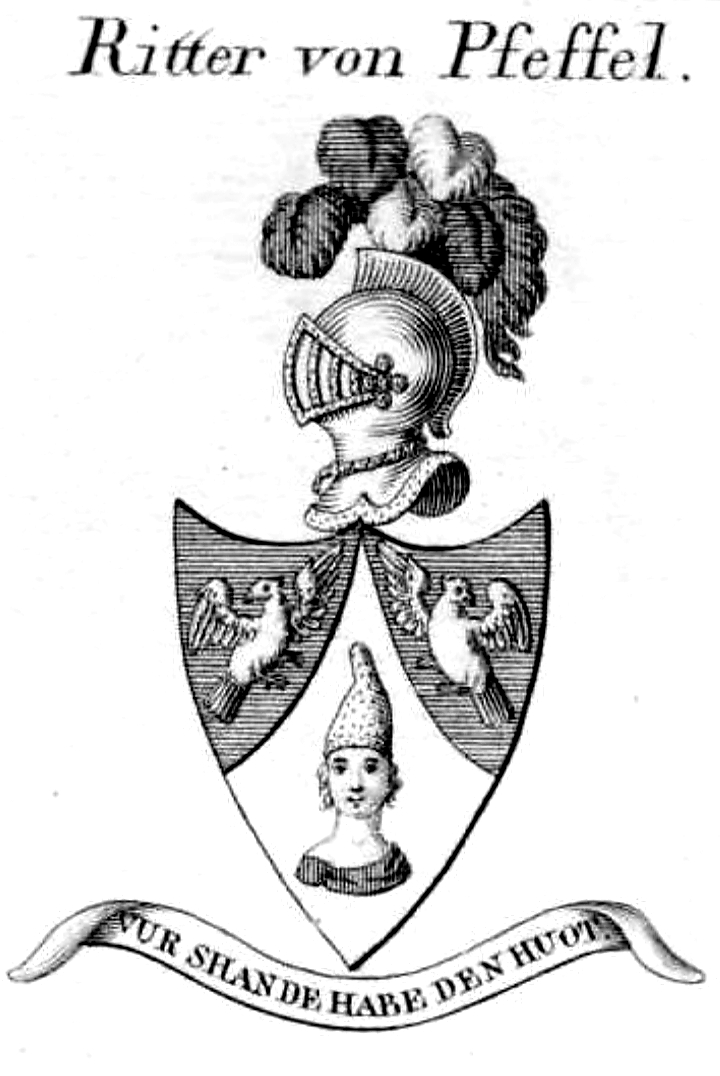
Familienwappen

Pfeffel hatte 1759 Anna Katharina geheiratet, eine Tochter des Straßburger Pfarrers Lucas Gernler. Seine Schwiegermutter war Anna Catharina Bischoff, die 1975 als Mumie im Basler Barfüsserkloster gefunden wurde. Fünf Jahre nach dem Tod seiner Frau 1776 war er in zweiter Ehe mit Maria Katharina (1754–1823) verheiratet, einer Tochter des Leutnants Johann Stoertz. Von seinen Söhnen ist Christian Hubert, Freiherr Pfeffel von Kriegelstein (* 1765 in Straßburg, † als bayrischer Gesandter 1834 in Paris), mit der These Limes Galliae (Straßburg 1785) schriftstellerisch aufgetreten. Einer ihrer Nachfahren ist Alexander Boris de Pfeffel Johnson, bekannt als Boris Johnson, von 2019 bis 2022 Premierminister des Vereinigten Königreiches.

## Schriften
Außer seinen Verdiensten als Geschäftsmann und Diplomat erwarb sich Pfeffel auch einen Ruf als gründlicher Bearbeiter der Geschichte Deutschlands und der Statistik Frankreichs. Nach dem Vorbild eines 1752 in 4. Auflage erschienenen Werkes des Historikers Charles-Jean-François Hénault über die französische Geschichte (Abrégé chronologique de l’histoire de France jusqu’à la mort de Louis XIV) bearbeitete er die deutsche Reichsgeschichte in tabellarisch-chronologischer Form. Diese zu ihrer Zeit mit großem Beifall aufgenommene Arbeit erschien 1754 in Paris unter dem Titel Abrégé chronologique de l’histoire et du droit public d’Allemagne (4. Aufl. 1777; deutsche Übersetzung 1761). Das Werk wurde insbesondere von den Protestanten gelobt. Robertson zitierte es oft als Quelle in seiner Geschichte Karls V. Häufig verwendeten es auch die Autoren von L’Art de vérifier les dates als Leitfaden.
In einzeln gedruckten Reden sprach Pfeffel vom Nutzen der historischen Kenntnis mittlerer Zeiten (München 1763), vom ehemaligen rechtlichen Gebrauch des Schwabenspiegels in Bayern (München 1764), vom ältesten Lehnwesen in Bayern (München 1766) sowie vom Ursprung und der echten Beschaffenheit der bayrischen Dienstleute in den mittleren Jahrhunderten (München 1767).
In ähnlicher Weise erörterte Pfeffel den Rechtszustand in Frankreich, z. B. in:
- Recherches historiques concernant les droits du Pape sur la ville et l’État d’Avignon, avec les pièces justificatives (Paris 1768). Dieses Werk verfasste Pfeffel auf Anweisung des Ministeriums, um darin die Besetzung der Grafschaft durch französische Truppen zu rechtfertigen.[6]
- Mémoire historique concernant les droits du Roi sur les bourgs de Fumay et de Revin (1769)[7]

Über das öffentliche Recht Polens verfasste Pfeffel die Abhandlung État de la Pologne, avec un abrégé de son droit public et les nouvelles constitutions (Paris 1770). Was er über die Statistik Frankreichs schrieb, teilte er größtenteils in einzelnen Abhandlungen mit, die Schlözer in seinen Staatsanzeigen drucken ließ, so u. a.:
- Briefe aus Frankreich …. 4. Band (1783), S. 326–344
- Über Frankreichs Handel und Nationalkapital. 4 Band, 15. Heft, S. 331 ff.;  7. Band (1785), 25. Heft, S. 92–134; 28. Heft, S. 401 ff.
- Rechtfertigung gegen den Herrn Oberkonsistorialrat Büsching und gegen einen Korrespondenten des politischen Journals. 8. Band, 30. Heft, S. 220 ff.
- Über die neueste Münzoperation in Frankreich. 8. Band, 31. Heft, S. 369 ff.
- Über die Einrichtung der sieben Freihäfen in dem französischen Westindien. 8. Band, 32. Heft, S. 385 ff.
- Erläuterung über die Lettres de Cachet in Frankreich. 9. Band (1786), 34. Heft, S. 129–153
- Über Parlament, Reichsstände, cour plenière … in Frankreich. 9. Band, 50. Heft
- Über den Lehrbegriff geistlicher Güter in Frankreich. 10. Band, S. 3 ff.
- Das Alluvionsrecht in Guienne. 10 Band, S. 7 ff.
- Über die Gabelle. 11. Band, S. 34 ff.
- Aufgehobene Getreidesperre. 10. Band, S. 42 ff.
- Assemblées provinciales. 10. Band, S. 48 ff.
- Assemblées des Notables. 10. Band, S. 50 ff.
- Neckers Ehrenrettung zum besseren Verständnis seiner Schriften. 10. Band, S. 129 ff.
- Über die geometrische Größe und den Ertrag der Ländereien in Deutschlande. 10. Band, S. 129 ff.
- Staatseinkünfte und Handlung der französischen Kolonie zu St. Dominique. 13. Band, S. 88 ff.
- Briefe aus Versailles. 13 Band, S. 133 ff.

Auch an Westenrieders Beiträgen zur vaterländischen Geschichte und an den Monumenta Boica hatte Pfeffel Anteil. In erstgenanntem Journal (1. Band, S. 31 ff.) befindet sich u. a. der Aufsatz Zweifel über die angebliche Zersplitterung des bayrischen Staatskörpers, die nach der Achtserklärung Heinrichs des Löwen erfolgt sein soll.